# Buitenrust (Den Haag)
Buitenrust, oorspronkelijk genaamd Hessenhof, was een 18e-eeuwse buitenplaats gelegen tussen Den Haag en Scheveningen. Meest notabele bewoner was koningin Anna Paulowna, die hier woonde na het overlijden van haar echtgenoot koning Willem II, afgewisseld met paleis Soestdijk, en ook stierf in Buitenrust. Het werd in 1912 afgebroken in verband met de aanleg van een tuin rondom het Vredespaleis.

## Geschiedenis

### Voorgeschiedenis
Vóór de bouw van de buitenplaats bestond het landgoed uit een aantal stukken land, waarop een herenhuis, een tuinmanswoning en een boerenhofstede. Verder vond men er tuinen, boomgaarden en opstallen. In totaal was het goed tussen de vijf en zes morgen groot, wat neerkomt op bijna vier hectare. Het geheel was in de zeventiende eeuw in het bezit gekomen van Johan Cunes, commies ter Secretarie van de Staten-Generaal. Cunes was eigenaar van een grote hoeveelheid landerijen ten westen van wat tegenwoordig het centrum van Den Haag is. Het liep door tot landgoed Zorgvliet, bezit van de graven Bentinck. Johan Cunes was naast ambtenaar een handige speculant. Hij deelde zijn bezit op in delen en verkocht die voor een lucratieve prijs door aan diverse geïnteresseerden.

### De Hessenhof
Een van de kopers van de landerijen van Cunes was landgraaf Filips van Hessen-Philippsthal, telg uit een familie die nauw verwant was aan het Huis Oranje-Nassau. Meerdere van zijn neven dienden als militair in de Republiek der Zeven Verenigde Nederlanden en zijn eigen zoon Willem zou generaal in het Staatse leger worden. Rond 1708 liet landgraaf Filips er een residentie bouwen, gelegen aan de Scheveningseweg, die hij de “Hessenhof” noemde. Als architect had hij Jacobus Roman in dienst genomen. Hij zou hier zijn kinderen opvoeden en na zijn dood vererfde het goed op zijn oudste zoon prins Karel, die het in bezit hield tot 1768, toen hij het overdroeg aan zijn oudste zoon Prins Willem. In die tijd werd de Hessenhof verhuurd, zo woonde omstreeks 1765 de Russische graaf Golofkin in buitenplaats. De gezant van tsarina Anna Ivanovna had eerder Huis ter Nieuwburg gehuurd, maar verkoos nu het kleinere Hessenhof, dat per koets slechts tien minuten van het stadhouderlijk hof en de Staten-Generaal was gelegen. In 1769 verkocht prins Willem van Hessen-Philippsthal de Hessenhof aan de jurist Martinus Hartingh, heer van Champvent, voor een bedrag van 22.000 gulden, plus 1.050 gulden speldengeld. Hartingh liet vervolgens de Hessenhof uitbreiden en verfraaien voor een bedrag van 50 à 60.000 gulden. Hij bleek meer uit te hebben uitgeven dan hij kon opbrengen, want al een jaar later moest hij noodgedwongen het buitenhuis verkopen. Koper was de Amsterdamse koopman Pieter Loquet. Hij kon zich nu eigenaar noemen van de Hessenhof met tuin, plantages, vijvers, een ijskelder, tuinmanswoning en orangerie, alsmede een stal en twee koetshuizen. Loquet, die in Amsterdam woonde, verhuurde het waarschijnlijk aan Vincent Gustaaf, graaf van Hompesch, heer van Gendringen. Na het overlijden van Pieter Loquet vererfde het goed op diens broer  Stephanus, die in 1783 het eigendom verkocht aan raadpensionaris Pieter van Bleiswijk. Bij deze gelegenheid werd de naam Hessenhof veranderd in Buitenrust.

### Huis Buitenrust

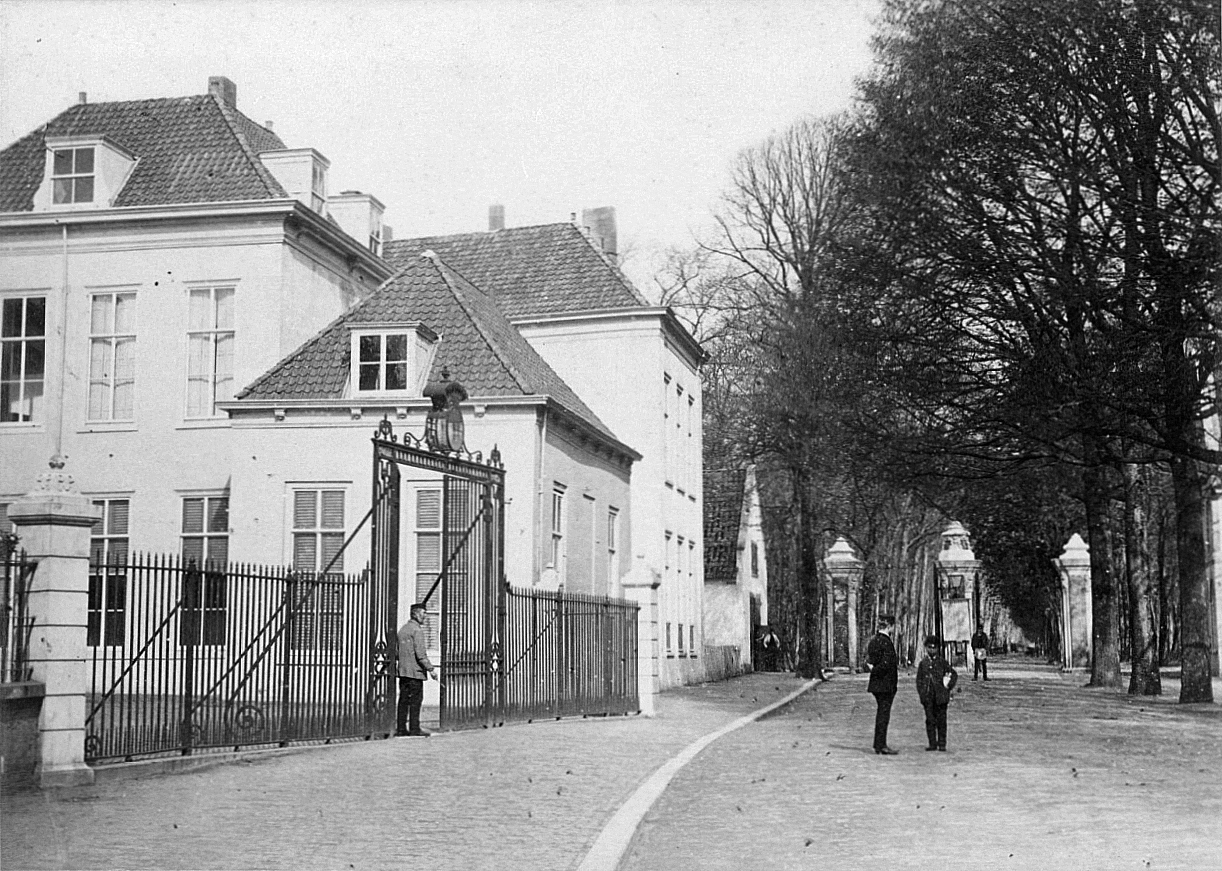
De Scheveningseweg met links de toegang naar Buitenrust, in 1890. Op de achtergrond, rechts, het tolhek waarlangs de weg zich vervolgde richting Scheveningen.

Pieter van Bleiswijk was een flexibel politicus die zijn gezindheid veranderde van Oranjepartij naar Patriotten en weer terug, naargelang de wind van de macht waaide. Hij zou Buitenrust opknappen en verfraaien, alsmede de tuinen, die hij veel aandacht gaf, verder laten uitbreiden. 
Nadat de kinderloze Van Bleiswijk in 1790 overleed in buitenplaats Buitenrust, verkochten zijn executeurs-testamentair Buitenrust aan Willem Boreel (1744-1796), oud-schepen en raad van Amsterdam. Al in 1806 verkocht Boreel landgoed Buitenrust aan de Rotterdamse koopman Robbert Twiss, zoon van Francis Twiss, die in de achttiende eeuw van Engeland naar Rotterdam verhuisde. Of Twiss zelf permanent op Buitenrust verbleef met zijn vrouw Mary Scott en hun elf kinderen, is niet bekend. Mogelijk gebruikten zij het buiten als hun zomerverblijf. Twiss verkocht Buitenrust in 1821 aan de voormalige burgemeester van Loosduinen, jonkheer Gerrit Hooft, die twee decennia daarna nog burgemeester van Den Haag zou worden. Waarschijnlijk gebruikte Hooft de buitenplaats als zomerverblijf en woonde hij op de Haagse Prinsessegracht,waar hij een kapitaal huis bezat. In 1827 kwam Buitenrust in handen van Johannes Leonardus Willer, die het al een jaar later van de hand deed. Het kwam nu in handen van de chef van het Orthopaedisch Instituut te Würzburg in Beieren, Johann Georg Heine, die zich professor en doctor noemde, hoewel niet duidelijk is of dat wel terecht was. Hij wilde in de nabijheid van de zee een orthopedisch instituut openen en deed zijn instituut in Würzburg over aan zijn familielid Bernard Heine. Buitenrust werd nu een ziekenhuis voor onder meer  verkrommingen van de ruggengraat, kromme benen, opgetrokken en verlamde spieren, aangeboren heupontwrichtingen en misvormde ledematen. Voor opgenomen jonge patiënten was onderwijs voorhanden in het ziekenhuis. Als gevolg van de nieuwe functie kreeg Buitenrust al snel de oneerbiedige bijnaam “het Bultenpaleis”. Op 6 april 1830 kwam er hoog bezoek in Buitenrust, in de vorm van koning Willem I en diens dochter prinses Marianne. Het gezelschap kwam kennisnemen van de technieken die er werden toegepast en bezochten de 24 patiënten die op dat moment in het ziekenhuis verbleven. Na twee uur vertrok het koninklijke gezelschap weer. De koning was dermate onder de indruk van het werk van Heine, dat hij hem benoemde tot ridder in de Orde van de Nederlandse Leeuw. Echter, na een eerste golf van patiënten die mede omwille van de nieuwigheid op het ziekenhuis afkwamen, bleef het Hollandse volk steeds meer weg. In 1838 waren er nog maar vier patiënten. Heine werd ziek en overleed in huis Buitenrust op de zevende september van dat jaar. Zijn weduwe besloot terug te keren naar Würzburg en verkocht het huis met landerijen en opstallen aan kroonprins Willem, de latere koning Willem II, die het landgoed met dat van Zorgvliet zou samenvoegen.

### Paleis Buitenrust

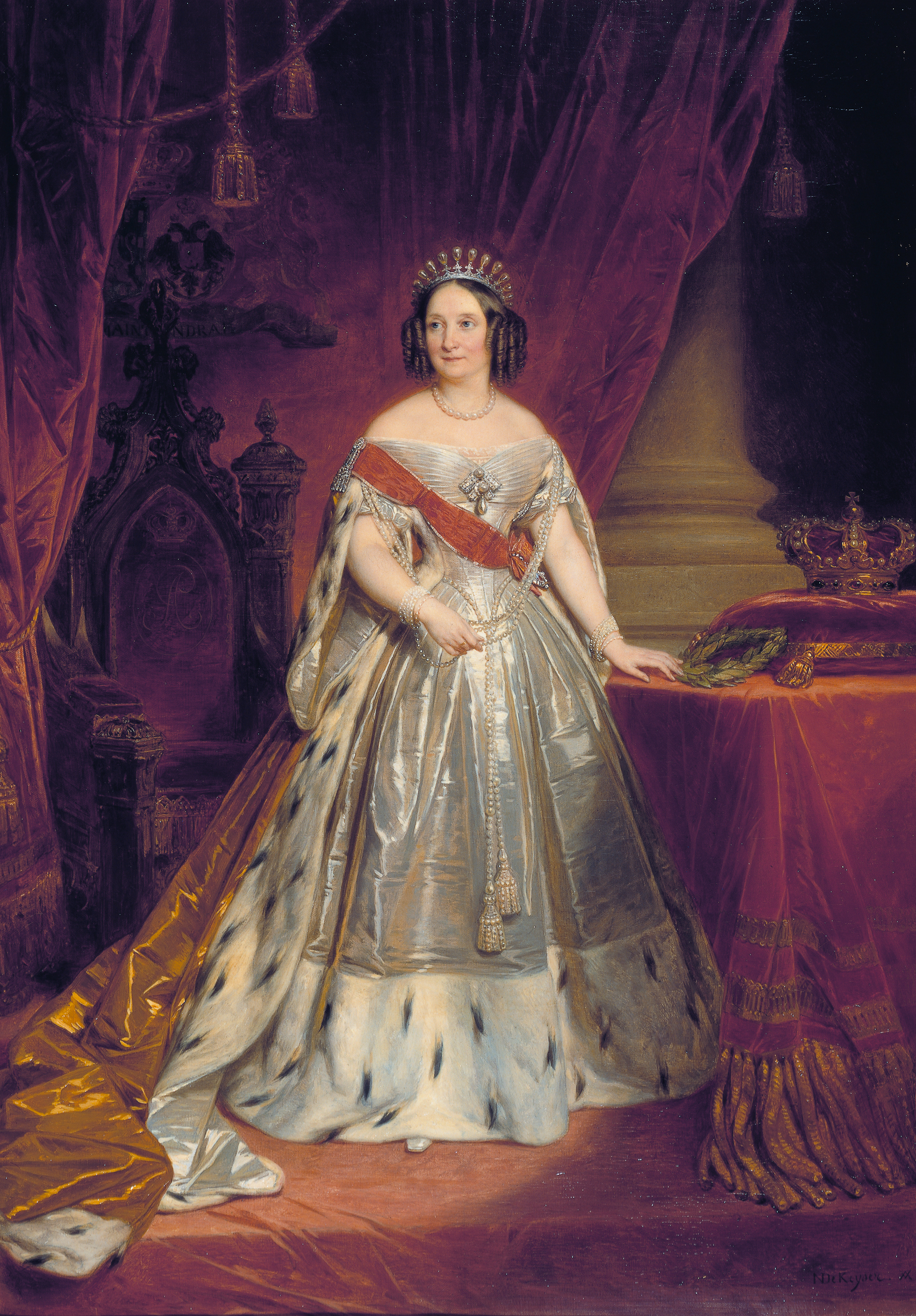
Koningin Anna Paulowna

Na de troonaanvaarding van koning Willem II werd Buitenrust aanzienlijk vergroot en ingericht voor haar nieuwe functie als een van de koninklijke paleizen. Aan de zuid- en westzijde kwamen neogotische aanbouwsels, de smaak die de koning als student in Oxford te pakken had gekregen. Ook elders in Den Haag verrezen diverse neogotische bouwsels op zijn instructie en soms naar ontwerp van zijn eigen hand. Van zijn plan om Buitenrust af te breken om vlak daarbij een gotisch paleis te bouwen kwam evenwel niets terecht. De koning heeft zelf nooit op Buitenrust gewoond, alleen zijn vrouw Anna Paulowna Romanova, geboren grootvorstin van Rusland, dochter van tsaar Paul I, was er de eerste jaren vaak in de ochtend te vinden en gebruikte daar haar tweede ontbijt. Toen Willem II in 1849 overleed besloot Anna Paulowna om het paleis voorgoed te betrekken. In de zomer woonde zij op paleis Soestdijk en de rest van het jaar op Buitenrust. Op 1 maart 1865 overleed de koningin-weduwe op Buitenrust, liggende op een rustbank in haar slaapvertrek beneden aan de tuinzijde. Buitenrust vererfde aan haar dochter prinses Sophie, die was gehuwd met groothertog Karel Alexander van Saksen-Weimar-Eisenach. Ook de Haagse landgoeden Rustenburg en Zorgvliet waren aan haar toegekomen. Het groothertogelijke paar brachten in de zomers bijna altijd een aantal dagen door op Buitenrust, waar zij dan in enkele eenvoudige appartementen verbleven die op de bovenverdieping waren gelegen. De sterfkamer van Anna Paulowna werd uit piëteit gelaten zoals die was op de dag van haar sterven. Haar medicijnen, toiletartikelen, pen en inktstel stonden nog lang precies daar waar zij hadden gestaan in 1865. In 1897 overleed prinses Sophie en haar echtgenoot groothertog Karel Alexander volgde haar in 1901.

### Afbraak
Het paleis kwam in handen van Adriaan Goekoop en sindsdien stond Buitenrust leeg, tot het in 1905 in handen van de gemeente Den Haag kwam. In 1907 begon naast Buitenrust de bouw van het Vredespaleis. Ten behoeve van de aanleg van een tuin rond het Vredespaleis en de Carnegielaan die eromheen moest gaan lopen, werd in 1912 het voormalige paleis Buitenrust afgebroken. Slechts de Buitenrustweg in de wijk Zorgvliet herinnert nog aan het paleis.

## Aantekeningen
- Volgens het Meertens Instituut gold in het gebied van Hoogheemraadschap Rijnland als vlaktemaat: 1 morgen = 0,85 ha.[2]
- Speldengeld: een relatief klein bedrag voor de vrouw des huizes of eventueel de kinderen, speciaal voor hen als een soort fooi en door hen te besteden, boven op het bedrag van de verkoop.[3]

## Verwijzingen
1. ↑  Jong, Jan de, Artistic relations between (...), Nederlands Kunsthistorisch Jaarboek, deel 44, Uitgeverij Waanders, 1993 ISBN 9066304332. Gearchiveerd op 3 augustus 2017.
2. ↑  Meertens Instituut: De oude Nederlandse maten en gewichten; vlaktemaat. Gearchiveerd op 19 november 2020.
3. ↑  Uit: Middelnederlandsch Woordenboek